# El Sobrante
El Sobrante és una concentració de població designada pel cens dels Estats Units a l'estat de Califòrnia. Segons el cens del 2000 tenia 12.260 habitants.

## Demografia
Segons el cens del 2000, El Sobrante tenia 12.260 habitants, 4.676 habitatges, i 3.170 famílies. La densitat de població era de 1.527 habitants/km².
Dels 4.676 habitatges en un 32,6% hi vivien nens de menys de 18 anys, en un 47,6% hi vivien parelles casades, en un 14,8% dones solteres, i en un 32,2% no eren unitats familiars. En el 24,6% dels habitatges hi vivien persones soles el 8,3% de les quals corresponia a persones de 65 anys o més que vivien soles. El nombre mitjà de persones vivint en cada habitatge era de 2,61 i el nombre mitjà de persones que vivien en cada família era de 3,11.
Per edats la població es repartia de la següent manera: un 24,7% tenia menys de 18 anys, un 7,3% entre 18 i 24, un 31% entre 25 i 44, un 25,2% de 45 a 60 i un 11,8% 65 anys o més.
L'edat mediana era de 38 anys. Per cada 100 dones de 18 o més anys hi havia 92,2 homes.
La renda mediana per habitatge era de 48.272 $ i la renda mediana per família de 59.342 $. Els homes tenien una renda mediana de 44.232 $ mentre que les dones 34.661 $. La renda per capita de la població era de 24.525 $. Entorn del 6,6% de les famílies i el 9,5% de la població estaven per davall del llindar de pobresa.

## Poblacions properes
El següent diagrama mostra les poblacions més properes.

## Celebritats
- Florence Wysinger Allen